# Bill Erwin
Bill Erwin est un acteur américain, né le 2 décembre 1914 à Honey Grove, Texas (États-Unis), et mort le 29 décembre 2010 à Studio City, Los Angeles.

## Filmographie

### Cinéma
- 1948 : The Velvet Touch : Howard Forman
- 1949 : Easy Living : Man
- 1951 : Double Dynamite : Man
- 1956 : Man from Del Rio : Roy Higgens
- 1957 : Fight for the Title : Newspaper Man
- 1957 : The Night Runner de Abner Biberman : McDermott
- 1957 : La Cage aux hommes (House of Numbers) de Russell Rouse
- 1957 : Les espions s'amusent (Jet Pilot) : Sergeant
- 1958 : Gun Fever : Bartender
- 1958 : The Cry Baby Killer : Mr. Wallace
- 1962 : Terror at Black Falls : Hugh 'Squint' Edwards
- 1963 : Under the Yum Yum Tree : Teacher
- 1970 : The Christine Jorgensen Story : Pstor
- 1974 : Candy Stripe Nurses : Principal
- 1977 : Sixth and Main
- 1980 : Quelque part dans le temps (Somewhere in Time) : Arthur Biehl
- 1981 : Dream On!
- 1983 : The Taming of the Shrew (vidéo) : Vincentio
- 1984 : The Bear : Alabama Alumni
- 1986 : Stewardess School : Orchestra Conductor
- 1987 : Un ticket pour deux (Planes, Trains & Automobiles) : Man on plane
- 1988 : La Vie en plus (She's Having a Baby) : Grandfather
- 1988 : Silent Assassins : Dr. London
- 1988 : Le Petit dinosaure et la vallée des merveilles (The Land Before Time) : Grandfather (voix)
- 1990 : Maman, j'ai raté l'avion (Home Alone) de Chris Columbus : Man in Airport
- 1991 : The Willies (en) de Brian Peck : Old Man
- 1991 : Night of the Warrior : Coco
- 1992 : Unbecoming Age : Old Man
- 1993 : Denis la Malice (Dennis the Menace) : Edward Little
- 1994 : The Color of Evening : Priest
- 1994 : Y a-t-il un flic pour sauver Hollywood? (Naked Gun 33 1/3: The Final Insult) : Conductor
- 1995 : Dernières heures à Denver (Things to Do in Denver When You're Dead) : 70-Year-Old Man
- 1996 : Menno's Mind (en) de Jon Kroll (en) : Mr. Lewis
- 1996 : Just Your Luck (vidéo) : Pops
- 1998 : Art House : Monty
- 1998 : Chairman of the Board : Landers
- 1999 : Un vent de folie (Forces of Nature) : Murray
- 1999 : Inferno (Coyote Moon) (vidéo) : Eli Hamilton
- 2000 : A Crack in the Floor : Harold
- 2000 : Down 'n Dirty : Janitor
- 2001 : Cahoots : Frenchy

### Télévision
- 1967 : Les Mystères de l'Ouest (The Wild Wild West), (série TV) (Saison 3 épisode 12 : La Nuit de la Légion de la Mort (The Night of the Legion of Death)), de Alex Nicol : Jury Foreman
- 1970 : How Awful About Allan : Dr. Ames
- 1973 : Hunter (en) (série RV)
- 1975 : Huckleberry Finn : Harvey Wilkes
- 1977 : Tarantula: Le cargo de la mort (Tarantulas: The Deadly Cargo) : Mr. Schneider
- 1979 : Struck by Lightning (série TV) : Glenn
- 1981 : The Brady Girls Get Married (téléfilm) : Reverend
- 1982 : Moonlight (téléfilm) : Dr. Tucker
- 1982 : Drop-Out Father (téléfilm) : Grandpa
- 1982 : Shérif, fais-moi peur (série TV) : "Un casse fracassant" (Saison 4 - Episode 6) : Clarence Stovall
- 1983 : Ghost Dancing (téléfilm) : Joe Greyfeather
- 1984 : Madame est servie (série TV): "Le Grand Amour" (Saison 1 - Épisode 7): Ted
- 1984 : Henry Hamilton Graduate Ghost (téléfilm)
- 1984 : L'École des héros (Hard Knox) (téléfilm) : Gen. Garfield
- 1984 : Invitation pour l'enfer (Invitation to Hell) (téléfilm) : Walt Henderson
- 1985 : Generation (téléfilm) : John
- 1987 : On Fire (téléfilm) : Joe's father
- 1987 : Madame est servie (série TV): "Le sous-marin vert" (Saison 4 -Épisode 4): Leon
- 1988 : Mariés, deux enfants (série télévisée) - Saison 2, épisode 16 ("Une vie de chien") : Hiram S. Massey
- 1991 : The Entertainers (téléfilm) : Sam
- 1993 : The am (téléfilm) : Horace
- 1994 : Search and Rescue (téléfilm)
- 2001 : Boycott (téléfilm) : Loading Dock Man #2
- 2003 : Monk - (série télévisée) - Saison 2, épisode 5 (Monk et le centenaire (Mr. Monk and the Very, Very Old Man) ) : Hiram Hollings